# Tom Stern
Tom Stern (n. 1965) es un actor, director, escritor y productor estadounidense. Ha trabajado junto a Jimmy Kimmel en su show Jimmy Kimmel Live, o con su compañía productora, Jackhole Industries, la cual ha producido shows como The Man Show, Crank Yankers y El Show de Andy Milonakis. También ha trabajado como escritor en la parodia presidencial de Trey Parker y Matt Stone, That's My Bush. Asistió a la Universidad de Nueva York (New York University) con Alex Winter, con quien ha colaborado en varios proyectos, incluyendo Freaked: La disparatada parada de los monstruos, "The Idiot Box" y Fever. Dirigió Saul of the Mole Men, que se estrenó en otoño de 2006 en Adult Swim.